# Ambigramm

Rotierendes Ambigramm (engl.) „ambigram“

Als Ambigramm (von lateinisch ambo ‚beide‘ und griechisch gramma ‚Schrift‘) bezeichnet man gemeinhin einen Schriftzug oder ein symmetrisches Symbol, der bzw. das um einen bestimmten Winkel (meist 180°) gedreht wiederum einen Schriftzug oder ein Symbol ergibt. Im wörtlichen Sinne handelt es sich also um Schrift, die von beiden vorgegebenen Blickwinkeln aus gelesen werden kann.

## Definition

Ambigramm Danke, 180° Rotationssymmetrie

Ambigramm Jude / Muslim, 90° Rotationssymmetrie

Die gesamte Bedeutung des Begriffs Ambigramm geht über die allgemeine Bezeichnung hinaus, so definierte Douglas Hofstadter 1987 wie folgt:

“An ambigram is a visual pun of a special kind: a calligraphic design having two or more (clear) interpretations as written words. One can voluntarily jump back and forth between the rival readings usually by shifting one’s physical point of view (moving the design in some way) but sometimes by simply altering one’s perceptual bias towards a design (clicking an internal mental switch, so to speak). Sometimes the readings will say identical things, sometimes they will say different things.”

„Ein Ambigramm ist ein visuelles Wortspiel besonderer Art: eine kalligraphische Arbeit hat zwei oder mehr (klare) Lesarten. Dabei kann zwischen den verschiedenen Interpretationen durch Änderung des physikalischen Blickwinkels (Bewegung der Kalligraphie) gewechselt werden, jedoch reicht manchmal ein Umdenken (sozusagen einen inneren, mentalen Schalter umlegen). Dabei sind die Lesarten entweder identisch oder enthalten unterschiedliche Aussagen.“

Bei Ambigrammen, bei denen ein ’mentaler Schalter’ umgelegt werden muss, um eine andere Lesart zu ermöglichen, handelt es sich um das kalligraphische Pendant zur Kippfigur.
Ambigramm kann auch als eine typographische Schöpfung definiert werden, die zwei oder mehr Interpretationen eines Schriftzuges ermöglicht.
Eine Sonderform ist das Spinonym (abgeleitet von englisch (to) spin ‚drehen‘), bei dem die einzelnen Schriftzeichen gedreht werden.

## Einordnung und Aufbau
Manche Wörter sind in normalen Schriftarten und ohne weitere grafische Anpassung der Schrift Ambigramme – Beispiele hierzu sind Wörter und Abkürzungen wie opodo, pod, NOON, SONOS, SOS, XOX und WM. Oft ergeben diese Phantasienamen keinen oder wenig Sinn, werden aber gerne als Marken oder Firmennamen genutzt (Beispiele: opodo, OWOMO).
Um solch einen „echten“ Ambigramm-Ausdruck nutzen zu können, ist meist auf Groß- und Kleinschreibung sowie geeignete Schriftarten (bevorzugt solche ohne Serifen) zu achten. Geeignete Buchstaben, die auf den Kopf gestellt sich selbst ergeben, sind: l, o, s, x, z, H, I, N, O, S, X, und Z. Auf den Kopf gestellt recht leicht als anderer Buchstabe lesen lassen sich beispielsweise b, d, m, n, p, q, u, w, M, P, U, und W.
Mit hinreichender grafischer Anpassung lassen sich aber aus sehr vielen Wörtern Ambigramme bilden – siehe Bildbeispiele.
Auch mit Zahlen lassen sich Ambigramme gestalten. Hier eignen sich: 0, 1 (ohne Aufstrich und Serife), 8, 6 und 9. Beispiele für drehbare Zahlen sind 0, 1, 8, 11, 69, 88, 96, 101, 111, 181, 609, 619, 689, 808, 818, 888, 906, 916, 986, 1001 usw. (siehe Folge A000787 in OEIS)
Ein Ambigramm kann, muss aber nicht zugleich ein Palindrom sein.

## Geschichte

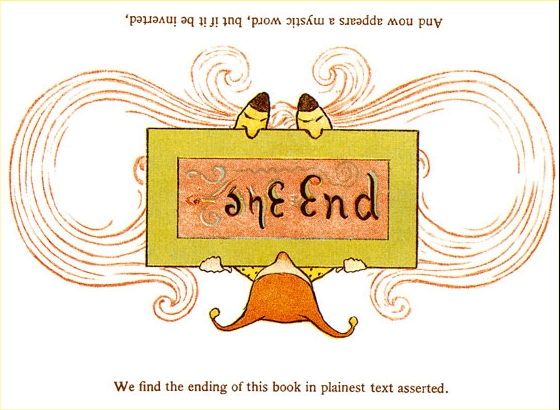
Peter Newells Ambigramm THE END / PUZZLE

Peter Newell veröffentlichte 1893 das erste bekannte Ambigramm THE END / PUZZLE.
Der Begriff „ambigram“ wurde zuerst von Douglas Hofstadter gebraucht, der ihn einem seiner Freunde zuschreibt (Buch: Metamagical Themas, 1985).

## Beispiele
Ambigramme besitzen eine erhöhte Werbewirkung, da Produkte von unterschiedlichen Seiten gleich gelesen werden können. Daher sind viele Logos als Ambigramme gestaltet, etwa das Logo von SONOS oder SUN.
Ambigramme spielen eine große Rolle im Roman Illuminati von Dan Brown. Der Nachname der Gestalt Emma Zunz in Jorge Luis Borges’ gleichnamiger Erzählung ist ein Ambigramm.

Historisches Ambigramm-Logo Maoam, zwischen 1900 und 1931. Spiegelsymmetrie (vertikale Achse).
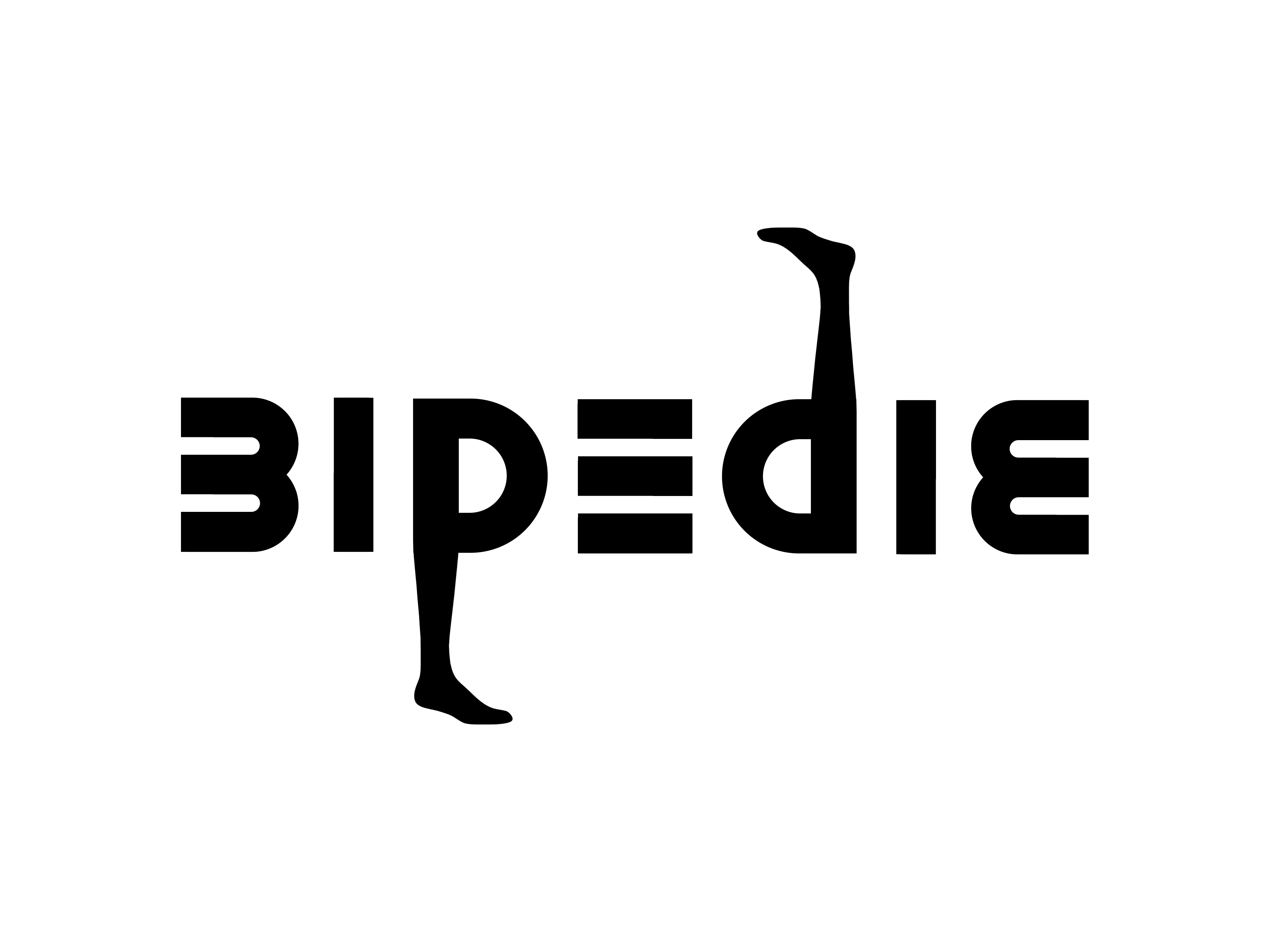
Ambigramm „Bipedie“, 180° Rotationssymmetrie.
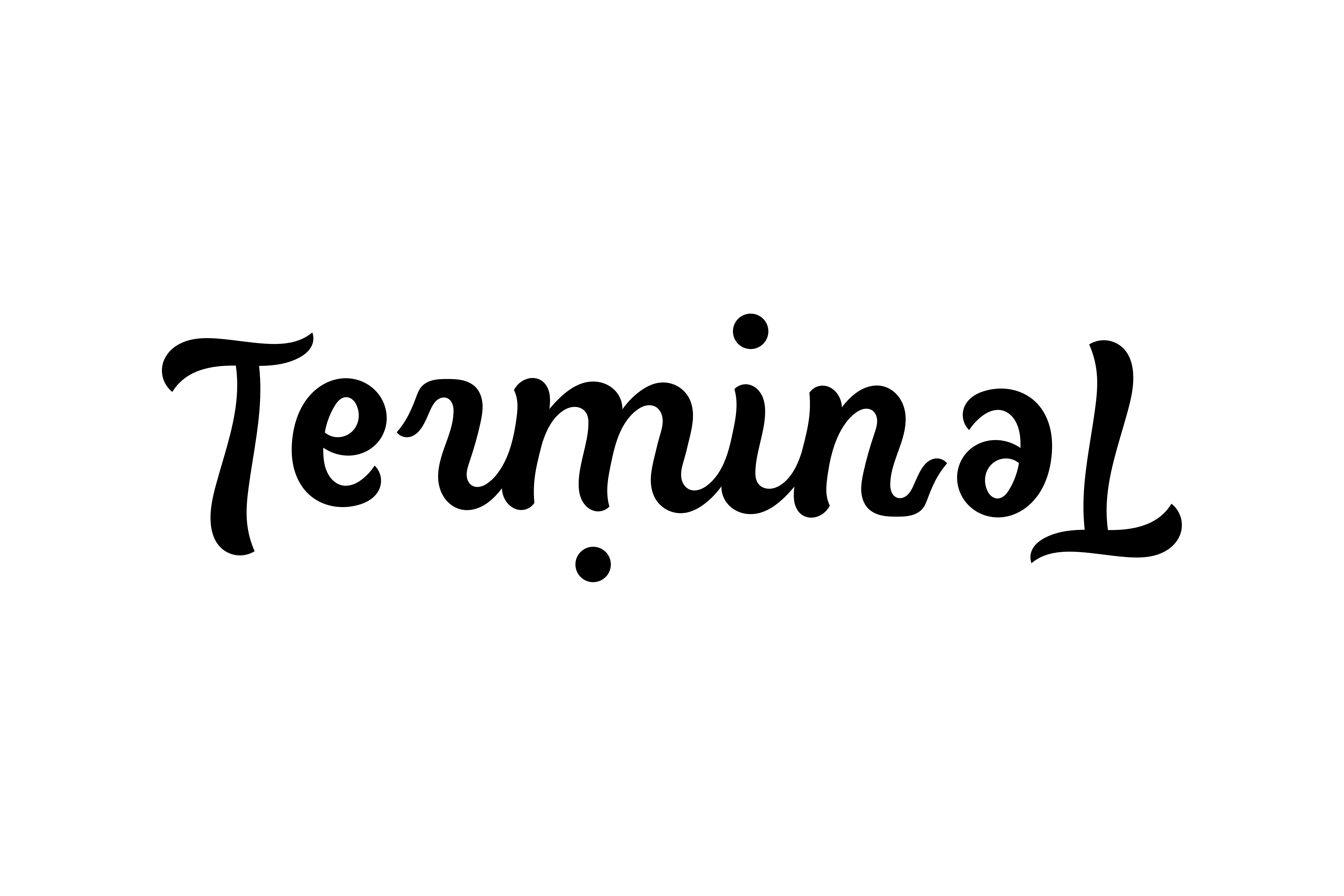
Ambigramm Terminal, 180° Rotationssymmetrie.
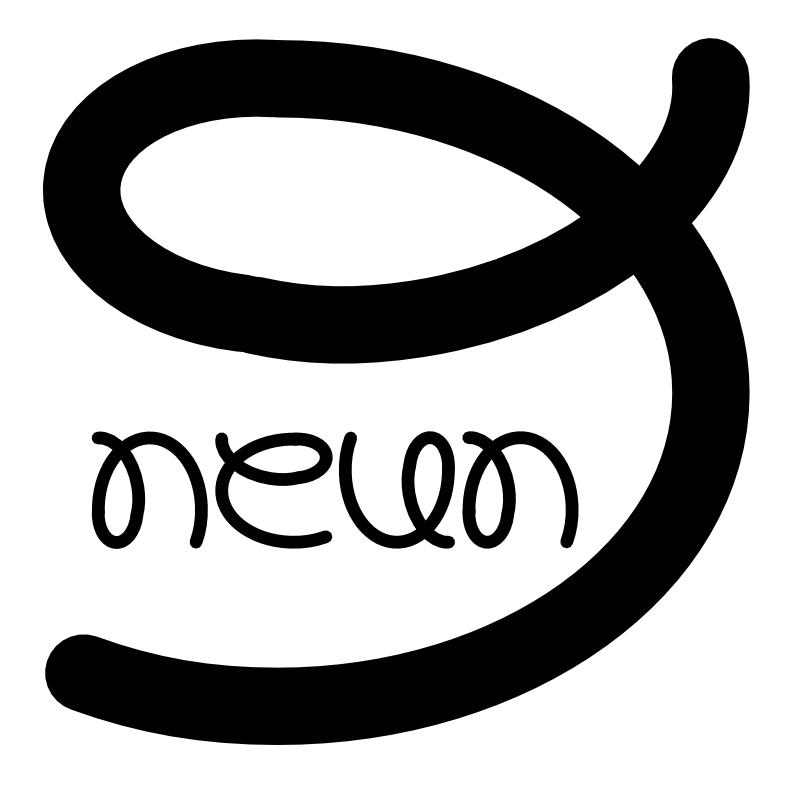
Ein Spinonym des Wortes „neun“
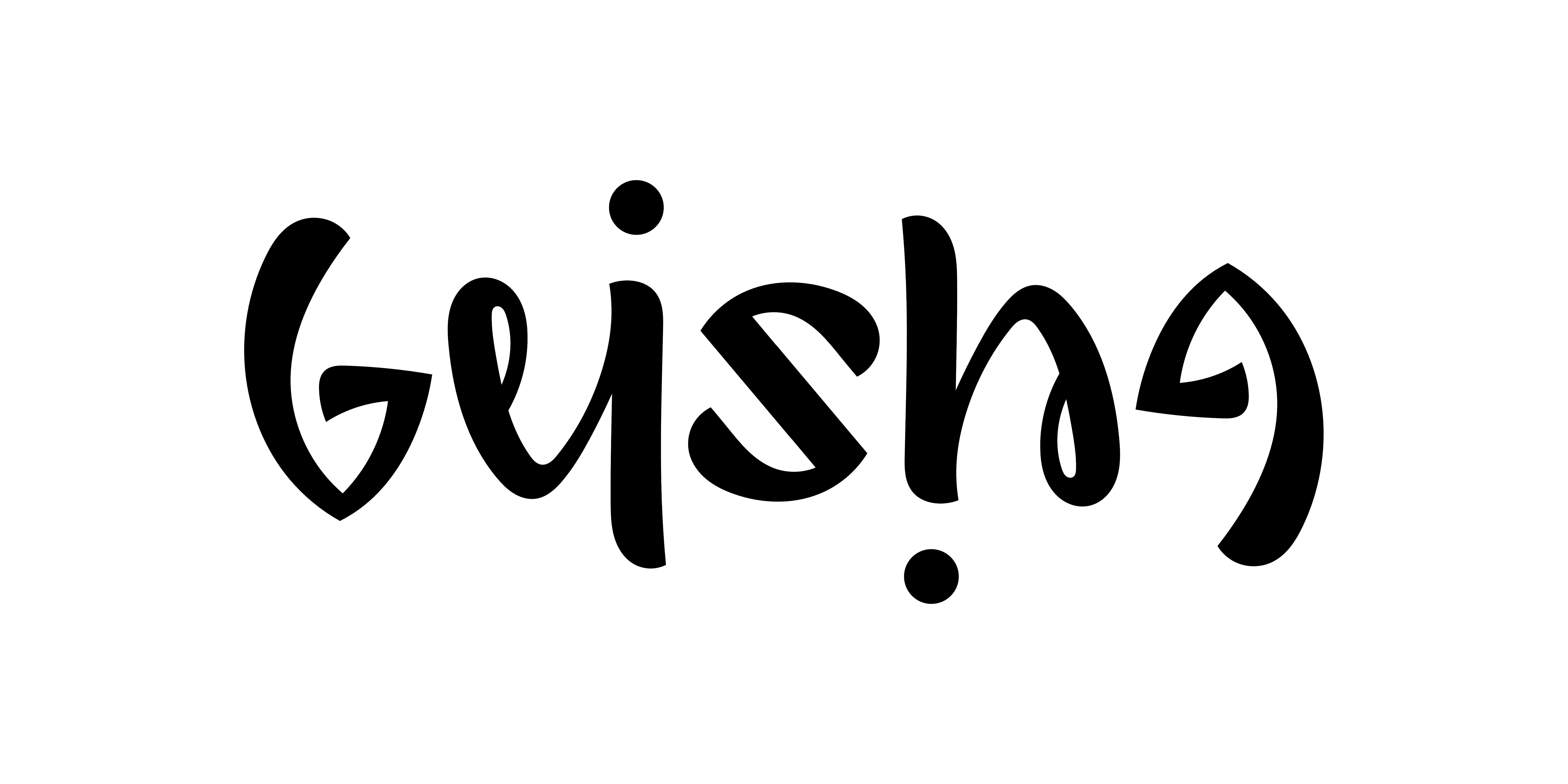
Ambigramm Geisha, 180° Rotationssymmetrie.
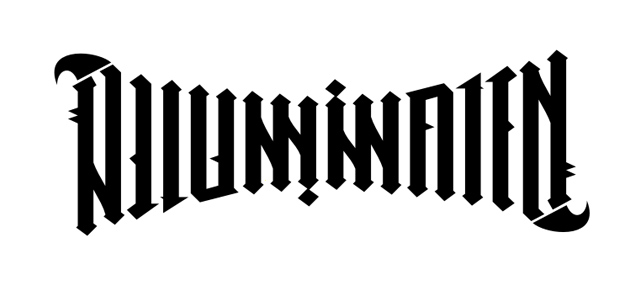
Illuminaten-Ambigramm.
Ambigramm „Ambigramme“, 180° Rotationssymmetrie.
„Ambigram / Wikipedia“, 180° Rotationssymmetrie.
Das Wort „Dualität“ als Ambigramm.
Das Wort „Yeah“ als Ambigramm.
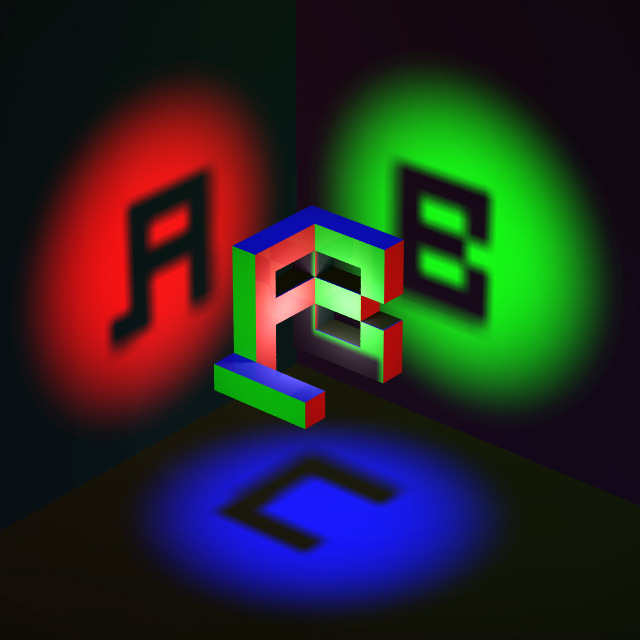
Eine Grafik im Stil des Umschlages von Gödel, Escher, Bach: ein dreidimensionales Ambigramm der Buchstaben A, B und C. In der mittleren Form kann jeder Buchstabe einzeln gelesen werden, je nach Sichtachse.
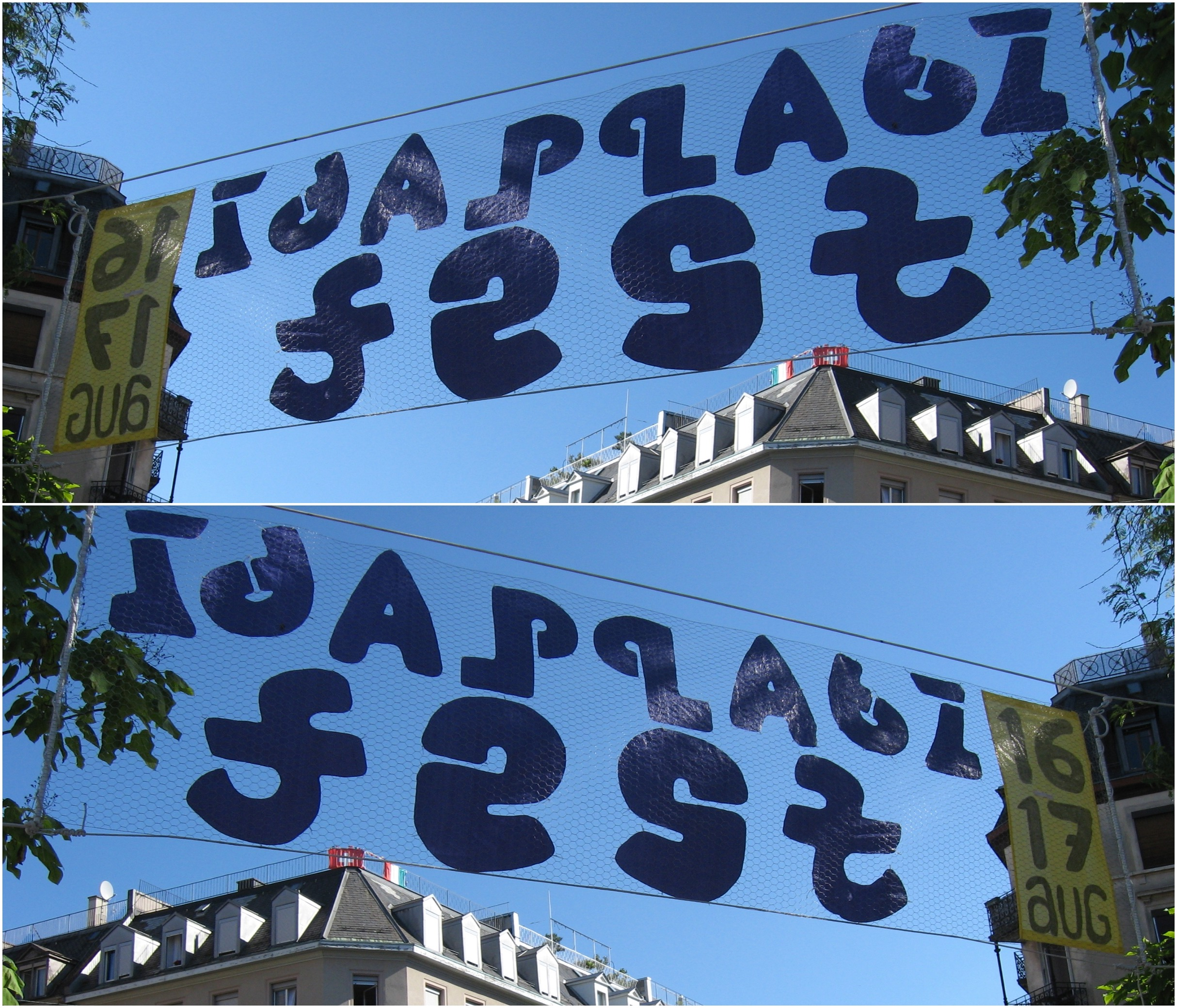
Eine praktische Anwendung eines Ambigramms in einem weniger windanfälligen Transparent für das Idaplatz-Quartierfest in Zürich 2008 (Spiegelbilder)
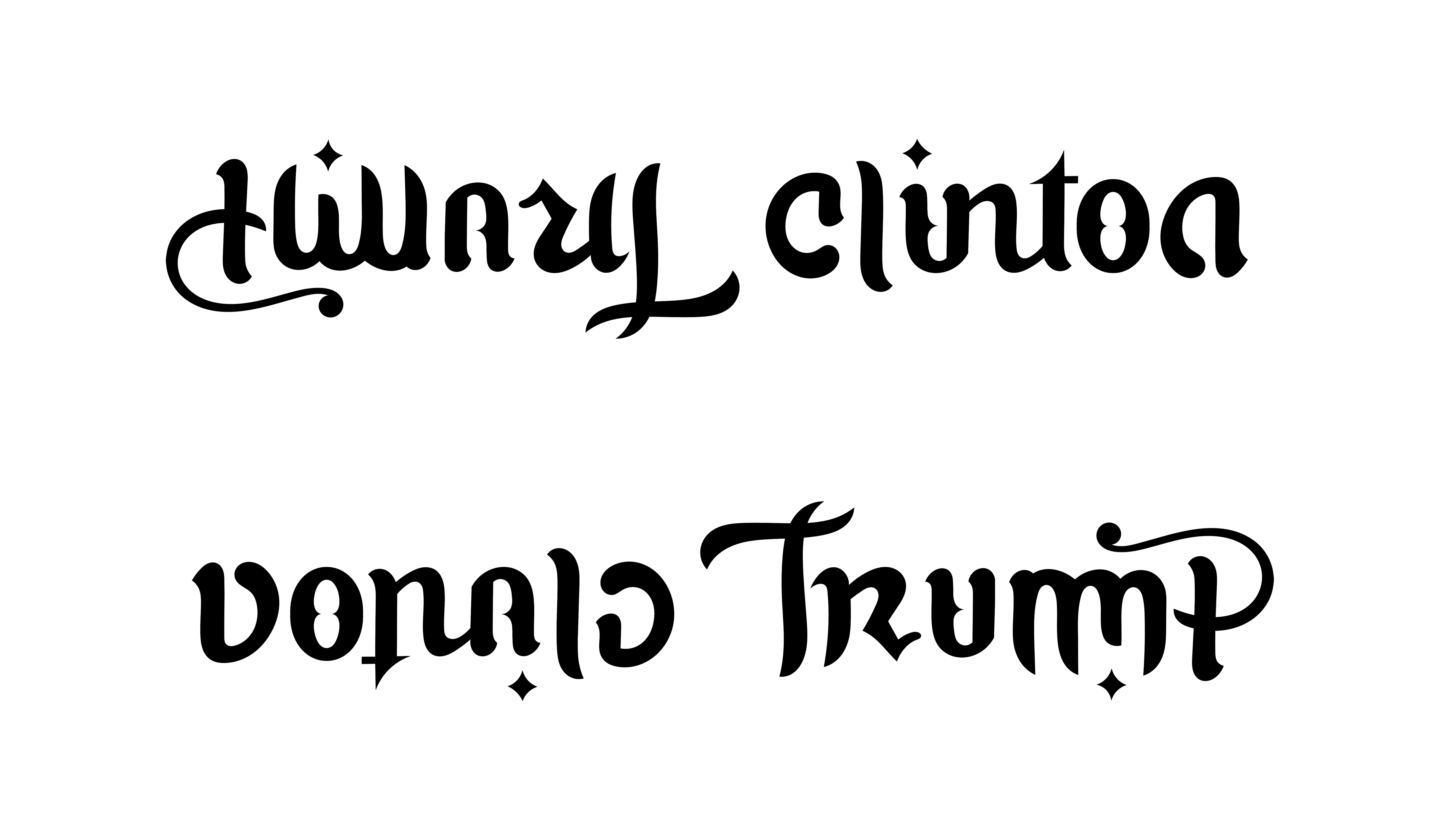
Ambigramm Hillary Clinton / Donald Trump.
Ambigramm Bounce, Adidas-Schuhe.
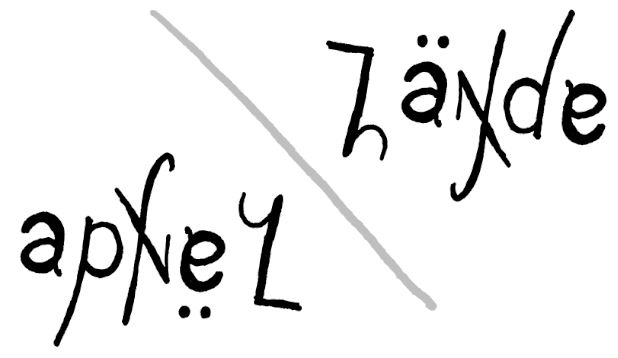
Ambigramm „Apfel“ und „Hände“.